# VFC Anklam
Der Vorpommersche FC Anklam ist ein deutscher Fußballclub aus Anklam. Heimstätte des Klubs ist das Werner-Seelenbinder-Stadion im Süden der Stadt, das 10.000 Zuschauern Platz bietet. Der VFC steht in der Tradition des ehemaligen DDR-Ligisten BSG Lokomotive Anklam.

## Von der SG Anklam zur BSG Lok Anklam

Logo der BSG Lok

Nach der Zerschlagung aller Sportvereine nach dem Zweiten Weltkrieg in den deutschen Besatzungszonen wurde im Laufe des Jahres 1945 die SG Anklam neu gegründet. Nach der Einführung des Systems der Betriebssportgemeinschaften übernahm 1949 die örtliche Konsumgenossenschaft die SG und wandelte sie in die BSG Konsum um. Nach Gründung der zentralen Sportvereinigung „Empor“ für den Bereich Handel und Versorgung erfolgte 1952 die Umbenennung in BSG Empor Anklam. Die BSG hatte wie üblich ein breites Spektrum an Sportarten anzubieten, über die Region hinaus wurden jedoch nur die Rollschuhläufer und die Fußballspieler bekannt. Der Rollschuhläufer Dirk Mademann wurde zwischen 1977 und 1988 mehrfacher DDR-Meister.
Die Anklamer Fußballspieler beteiligten sich bereits ab 1946 an den Meisterschaften Mecklenburg-Vorpommerns und erreichten in dieser Saison Platz 4 in der Staffel Vorpommern-Ost, konnten sich damit für die Meisterschaftsspiele 1947/48 aber nicht qualifizieren. 1952 gehörte Empor Anklam zu den Gründungsmitgliedern der neu geschaffenen drittklassigen Bezirksliga Neubrandenburg und belegte in deren Auftaktsaison den dritten Rang. Die nach Übernahme durch die Reichsbahn als Trägerbetrieb 1960 in Lok Anklam umbenannte BSG spielte in der Folge weitere 25 Spielzeiten in der Bezirksliga, verpasste als Vizemeister mehrfach den Aufstieg in eine höhere Spielklasse. Erst in der Saison 1979/80 reichte es zum Gewinn der Bezirksmeisterschaft vor der zweiten Vertretung von Vorwärts Neubrandenburg und dem damit verbundenen Aufstieg in die zweitklassige DDR-Liga.
In ihrer ersten Zweitligasaison 1980/81 konnte die BSG Lok den Klassenerhalt erst am letzten Spieltag mit einem 3:1-Sieg über die BSG CM Veritas Wittenberge sichern, scheiterte aber in der Folgesaison 1981/82 mit lediglich neun Saisonpunkten deutlich. Danach spielte Lok Anklam bis zum Ende des DDR-Spielbetriebs 1991 wieder in der Bezirksliga. In der letzten Saison erreicht die Mannschaft lediglich den 15. Platz.

## Fusionen von ESV bis VFC

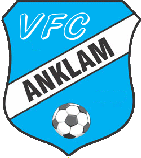
Wappen des VFC Anklam

Nach dem Zusammenbruch der ostdeutschen Betriebssportgemeinschaften gründeten Mitglieder der bisherigen BSG Lok 1990 den Nachfolgeverein ESV Lok, kurz darauf in FV Lok Anklam umbenannt. Dem FV Lok gelang 1998 der Aufstieg in die Verbandsliga Mecklenburg-Vorpommern, die bis 2000 mit gesicherten Mittelfeldplätzen gehalten wurde. Nach der Spielzeit 2000/01 zog Lok Anklam seine Mannschaft vom Spielbetrieb der Verbandsliga zurück und fusionierte mit der Fußballabteilung des SV Grün-Weiß Anklam zum VfB Anklam. Der VfB spielte ab der Zeit ausschließlich in der Landesliga Ost. Zu Beginn der Saison 2008/09 gab es eine erneute Fusion, der VfB schloss sich mit dem Club 98 Anklam zum neuen VFC Anklam zusammen. Der VFC übernahm den Platz des VfB in der siebtklassigen Landesliga Ost. 2011 gelang der Aufstieg in die sechstklassige Verbandsliga Mecklenburg-Vorpommern. 2016 stieg die Mannschaft wieder in die Landesliga ab.

## Statistik
- Teilnahme DDR-Liga: 1980/81, 1981/82
- Teilnahme FDGB-Pokal: 1952/53, 1953/54 (3 Runden), 1956, 1957 (3 Runden), 1958, 1981/82, 1982/83
- Ewige Tabelle der DDR-Liga: Rang 153